# 낭만닥터 김사부
《낭만닥터 김사부》는 2016년 11월 7일부터 2017년 1월 17일까지 방송된 SBS 월화 드라마이다.

## 기획 의도
지방의 초라한 돌담병원을 배경으로 벌어지는 '괴짜 천재 의사' 김사부와 열정이 넘치는 젊은 의사 강동주, 윤서정이 펼치는 '진짜 닥터' 이야기

## 제작

### 제작사
- 삼화네트웍스

### 제작자
- 안제현
- 신상윤

### 연출
- 유인식
- 박수진

### 극본
- 강은경

## 등장 인물
- (†) 표시는 드라마 상에서 최종적으로 사망한 인물이다.

### 주요 인물
- 한석규 : 김사부 (본명 : 부용주) 역 - 일반외과, 흉부외과, 신경외과라는 트리플 보드를 달성한 국내 유일의 천재 외과의사지만 살릴 수 있었던 환자의 죽음을 계기로 도망치듯 지방 돌담병원으로 옮겨갔고 김사부라는 새 이름으로 낭만닥터를 칭하고 있다.

치료 철칙은 딱 하나. 어떻게든 사람을 살려내는 것이 전부다.
- 유연석 : 강동주 역 (아역 : 윤찬영) - (거산대 의대 05학번 일반외과(GS) 전문의)

의대에 입학한 뒤 본과 예과 6년 올수석에 수련의, 전공의를 거쳐 외과전문의 자격증을, 그것도 전국 1등이라는 성적으로 따낸 세상에서 수술이 제일 쉬웠던 의사. 명석한 두뇌와 뛰어난 실력을 지닌 데다가 출세하려는 욕구도 강했지만 가난한 집안으로 인해 출세와는 연이 없다.
도 원장의 설계로 출세의 기회인 VIP 수술을 하지만 실패해 돌담병원으로 전출되고, 그곳에서 김사부와 거산대병원 시절 첫사랑 윤서정을 만난다.
김사부의 1호 제자 중 하나로 어린 시절 자신에게 의사라는 꿈을 심어준 결정적인 인물이 김사부이다.
- 서현진 : 윤서정 역 (아역 : 신이준) - (거산대 의대 01학번 응급의학과(EM)&흉부외과(CS) 전문의)

의사로서 실력이 뛰어나며 누구보다도 인정받고자 하는 욕구가 강하다.
처음에는 후배 동주를 길들이고 싶어했으나 그에게 고백을 받자 내심 당황한다.
프러포즈를 받은 남자친구를 교통사고로 잃고 죄책감에서 벗어나려 등산을 가지만 조난당한다.
우연히 김사부에게 구조되어 돌담병원에서 지내게 되고 이후 그곳으로 오게 된 동주와 재회한다.
자신 때문에 남자친구가 죽었다는 죄책감 때문에 남자친구의 환각에 시달리며 자해시도까지 한다.

### 돌담병원 사람들
- 김홍파 : 여운영 역 - 돌담병원 원장. 의사로서의 자부심은 있지만 아내가 사망한 후 모든 의욕을 잃은 상태다.

- 진경 : 오명심 역 - 돌담병원 간호부장. 김사부와 여 원장도 꼼짝 못할 만큼 강단있는 성격이다.

- 임원희 : 장기태 역 - (돌담병원 윈무과장 → 돌담병원 행정실장) 악하지는 않지만 결단력이 약한 성격이다.

- 변우민 : 남도일 역 - 프리랜서 마취과 담당의이자 식당 주인. 요리가 좋아 식당(오다가다)를 운영하고 있지만 정작 요리 솜씨는 좋지 못하다.

- 서은수 : 우연화 역 - 돌담병원 직원. 영양 실조로 쓰러진 것을 경찰이 발견해 돌담병원에 데려왔으나 병원비가 없어 대신 허드렛일을 하게 된다. 하지만 현실은 의사였다. (일반외과(GS) 레지던트)

- 김민재 : 박은탁 역 - 돌담병원 간호사. 알려진 것이 거의 없는 연화에 대해 호기심을 가지고 있다.

- 윤나무 : 정인수 역 - 응급의학과(EM) 전문의 (거산대 의대 99학번)

- 김보정 : 엄 간호사 역

- 이규호 : 미스터 구 / 구황우 역

- 진아린 : 돌담병원 간호사 역

### 거대병원 사람들
- 최진호 : 도윤완 역 - 거대병원 원장.

의사로서의 실력은 뛰어나지 않지만 뛰어난 정치력으로 거대병원 원장이 되었다.
눈엣가시였던 부용주에게 누명을 씌워 그를 쫓아낸다.
- 양세종 : 도인범 역 (아역 : 이효제) - 이름보다는 도 원장의 아들로 통한다.

자신보다 모든 것이 앞서는 강동주에게 엄청난 열등감을 가지고 있다.
도 원장에게 인정 받고자 돌담병원에 파견된 이후 경험 없는 수술에 욕심을 낸다.
- 장혁진 : 송현철 역 - 거대병원 외과 과장.

가난한 집안 출신으로 강한 출세 욕구를 가지고 있다.
아내의 족벌을 이용해 외과 과장이 되지만 언제나 불안감을 느낀다.
도 원장이 꾸미고 있는 모종의 계획에 따라 팀원들을 데리고 돌담병원으로 파견되어 온다.
- 주현 : 신명호 회장 역 - 정선 카지노 대부. 거대병원의 숨겨진 실세. 김사부를 무척이나 총애하며 자신의 치료와 관련된 모든 것들을 김사부에게만 맡기고 있다.

### 그 외
- 이채은 : 지민정 역 - 거대병원에서 내려온 팀들과 함께 온 간호사로, 돌담병원 사람들의 일거수일투족을 살펴 송현철에게 보고한다.
- 김정영 : 동주 엄마 역
- 서영 : 주지배인 역
- 이용이 : 농약을 마시고 들어온 환자의 어머니 역
- 이지연 : 진 간호사 역
- 배명진 : 거산대학병원 응급실 간호사 역
- 이진권 : 주방보조 역
- 박성광 : 진상 손님 1 역
- 허안나 : 진상 손님 2 역
- 고진호
- 조아라 : 간호사 역
- 이규섭 : 조폭 역
- 리민 : 트럭 운전사 역
- 신승환 : 웹툰작가 정진영 역
- 이명행 : 윤서정의 외상 후 스트레스 증후군(PTSD)를 진단하는 진료의 최경영 역
- 박승태 : 만성 폐쇄성 폐질환자 노인의 아내 역
- 김준원 : 본원에서 내려온 감사팀 최 감사 역
- 김단우 : 최 감사의 딸 은설 역
- 신연숙 : ‘목표 체온 유지 치료’를 실시한 환자 보호자 역
- 이강욱 : 음주운전으로 6중 추돌을 일으킨 장본인(한기준 의원의 아들) 역
- 추귀정 : 한기준 의원의 아내 역
- 이재욱 : 교통사고를 당한 대리기사 역
- 김혜준 : 과거 김사부의 제자 장현주 역
- 강찬 : 복부 외상으로 내원한 탈영병 박주혁 역 †
- 손영순 : 교통사고 피해자 가족 역
- 한갑수 : 박주혁의 아버지 역
- 박영수 : 질병관리본부 위기대응 총괄과 담당자 역

### 박두식: 충수염 환자 수정의 남자친구 역
- 조이현 : 아이 환자 역
- 전민서
- 정수환 : 고등학생 환자 역
- 김세준 : 돌담병원으로 환자들을 이송하는 구급대원 역
- 김민상 : 오성재 기자 역
- 이재우 : 안우열 역
- 김지은 : 도윤완 비서 역
- 이정성
- 김지훈 : 넘진 매니저 역
- 김건
- 윤종원 : 요원 역
- 송경의 : 헬기닥터 역
- 양현민 : 환자아들 역
- 박지연 : 인숙이 역
- 유은미 : 함아린 역
- 정강희 : 항문 환자 역
- 강연정

### 특별 출연
- 문지인 : 조아라 역 - 윤서정의 친구
- 태인호 : 문태호 역 † - 윤서정의 옛 연인
- 이철민 : 함승호 역
- 황찬성 : 영균 역
- 김혜은 : 신현정 역
- 김혜수 : 이영조 역 - 김사부의 옛 연인

## 시청률
최저 시청률과 최고 시청률은 시청률 조사회사와 지역별로 시청률에 차이가 있을 수 있습니다.
| 2016년      | 2016년      | 2016년                                  | 2016년         | 2016년       | 2016년            | 2016년            |
| 회차        | 방송일      | 부제                                    | TNmS 시청률    | TNmS 시청률  | 닐슨코리아 시청률 | 닐슨코리아 시청률 |
| 회차        | 방송일      | 부제                                    | 대한민국(전국) | 서울(수도권) | 대한민국(전국)    | 서울(수도권)      |
| ----------- | ----------- | --------------------------------------- | -------------- | ------------ | ----------------- | ----------------- |
| 제1회       | 11월 7일    | chapter.1 코끼리를 냉장고에 집어넣는 법 | 9.5%           | 12.1%        | 9.5%              | 10.5%             |
| 제2회       | 11월 8일    | chapter.2 아드레날린 과다분비의 말로    | 8.7%           | 11.2%        | 10.8%             | 11.7%             |
| 제3회       | 11월 14일   | chapter.3 13人의 금요일                 | 12.5%          | 16.1%        | 12.4%             | 13.2%             |
| 제4회       | 11월 15일   | chapter.4 필요 충분 조건                | 13.1%          | 16.8%        | 13.8%             | 14.9%             |
| 제5회       | 11월 21일   | chapter.5 상대적 원칙주의               | 15.2%          | 18.2%        | 16.5%             | 17.9%             |
| 제6회       | 11월 22일   | chapter.6 동기부여(motivation)          | 17.4%          | 20.6%        | 18.9%             | 20.3%             |
| 제7회       | 11월 28일   | chapter.7 불안 요소                     | 16.5%          | 20.3%        | 18.8%             | 20.4%             |
| 제8회       | 11월 29일   | chapter.8 휴머니즘의 발로(發路)         | 19.5%          | 23.4%        | 21.7%             | 23.3%             |
| 제9회       | 12월 5일    | chapter.9 선(善)의 경계                 | 18.8%          | 22.8%        | 20.4%             | 22.3%             |
| 제10회      | 12월 6일    | chapter.10 CRUSH                        | 20.9%          | 24.5%        | 22.8%             | 24.7%             |
| 제11회      | 12월 12일   | chapter.11 심리적 엔트로피              | 20.0%          | 24.2%        | 21.6%             | 23.0%             |
| 제12회      | 12월 13일   | chapter.12 비등점(沸騰點)               | 21.6%          | 24.9%        | 23.8%             | 25.8%             |
| 제13회      | 12월 19일   | chapter.13 소동(騷動)의 미학            | 19.7%          | 24.0%        | 22.6%             | 24.8%             |
| 제14회      | 12월 20일   | chapter.14 파라고니미아시스 효과        | 21.6%          | 26.0%        | 22.9%             | 24.6%             |
| 제15회      | 12월 27일   | chapter.15 모난돌 증후군                | 20.6%          | 24.9%        | 23.7%             | 25.6%             |
| 2017년      |             |                                         |                |              |                   |                   |
| 제16회      | 1월 2일     | chapter.16 위험부담                     | 19.5%          | 23.0%        | 22.1%             | 23.2%             |
| 제17회      | 1월 3일     | chapter.17 moment of truth              | 21.9%          | 25.6%        | 25.1%             | 26.9%             |
| 제18회      | 1월 9일     | chapter.18 원하든 원하지 않든           | 23.4%          | 27.7%        | 26.0%             | 27.9%             |
| 제19회      | 1월 10일    | chapter.19 의인(義人)과 의인(醫人)      | 22.2%          | 25.7%        | 26.7%             | 28.6%             |
| 제20회      | 1월 16일    | chapter.20 낭만 보존의 법칙             | 24.7%          | 28.4%        | 27.6%             | 29.0%             |
| 평균 시청률 | 평균 시청률 | 평균 시청률                             | 18.4%          | 22.0%        | 20.4%             | 21.9%             |
|             |             |                                         |                |              |                   |                   |
| 스페셜      |             |                                         |                |              |                   |                   |
| 번외편      | 1월 17일    | APPENDIX 그 모든 것의 시작 (최종회)     | 23.1%          | 27.4%        | 27.0%             | 28.7%             |

## 결방 사유
- 2016년 12월 26일 : 2016 SBS 가요대전 연말 특집 생방송으로 인해 결방.[3]

## 수상 경력
| 연도 | 상                                  | 부문                                     | 수상자(작)          | 결과 | 출처 |
| ---- | ----------------------------------- | ---------------------------------------- | ------------------- | ---- | ---- |
| 2016 | SBS 연기대상                        | 대상                                     | 한석규              | 수상 |      |
| 2016 | SBS 연기대상                        | 장르&판타지 드라마부문 남자 최우수연기상 | 한석규              | 후보 |      |
| 2016 | SBS 연기대상                        | 장르&판타지 드라마부문 남자 우수연기상   | 유연석              | 수상 |      |
| 2016 | SBS 연기대상                        | 장르&판타지 드라마부문 여자 우수연기상   | 서현진              | 수상 |      |
| 2016 | SBS 연기대상                        | 장르&판타지 드라마부문 여자 우수연기상   | 진경                | 후보 |      |
| 2016 | SBS 연기대상                        | 장르&판타지 드라마부문 남자 특별연기상   | 임원희              | 후보 |      |
| 2016 | SBS 연기대상                        | 베스트 커플상                            | 유연석 & 서현진     | 수상 |      |
| 2016 | SBS 연기대상                        | 10대 스타상                              | 한석규              | 수상 |      |
| 2016 | SBS 연기대상                        | 10대 스타상                              | 서현진              | 수상 |      |
| 2016 | SBS 연기대상                        | 뉴스타상                                 | 김민재              | 수상 |      |
| 2017 | 2017 아시아 태평양 방송 연맹(ABU)상 | TV 드라마 부문 최우수상                  | 낭만닥터 김사부     | 수상 |      |
| 2017 | 2017 방송통신위원회 방송대상        | 방송 작가상                              | 강은경              | 수상 |      |
| 2017 | 제53회 백상예술대상                 | TV부문 작품상                            | 낭만닥터 김사부     | 후보 |      |
| 2017 | 제53회 백상예술대상                 | TV부문 연출상                            | 유인식              | 수상 |      |
| 2017 | 제53회 백상예술대상                 | TV부문 극본상                            | 강은경              | 후보 |      |
| 2017 | 제53회 백상예술대상                 | TV부문 남자 최우수연기상                 | 한석규              | 후보 |      |
| 2017 | 제53회 백상예술대상                 | TV부문 남자 신인연기상                   | 김민재              | 후보 |      |
| 2017 | 제10회 코리아 드라마 어워즈         | 연기대상                                 | 한석규              | 후보 |      |
| 2017 | 2017 대한민국 콘텐츠 대상           | 드라마 부문 대통령 표창                  | 삼화네트웍스 안제현 | 수상 |      |
| 2018 | 제51회 휴스턴 국제 필름 페스티벌    | TV시리즈 드라마 부문 심사위원 특별상     | 낭만닥터 김사부     | 수상 |      |

## 사운드트랙

### 파트 1
| #            | 제목                 | 작사           | 작곡           | 편곡 | 재생 시간 |
| ------------ | -------------------- | -------------- | -------------- | ---- | --------- |
| 1.           | 〈그대라서〉 (이현)  | 전창엽, 전준규 | 전창엽, 전준규 | 4:28 |           |
| 2.           | 〈그대라서 (Inst.)〉 |                | 전창엽, 전준규 | 4:28 |           |
| 총 재생 시간 | 총 재생 시간         | 총 재생 시간   | 총 재생 시간   | 8:56 |           |

### 파트 2
| #            | 제목                     | 작사           | 작곡         | 편곡 | 재생 시간 |
| ------------ | ------------------------ | -------------- | ------------ | ---- | --------- |
| 1.           | 〈Forever Love〉 (해빈)  | 전창엽, 김지향 | 조영수       | 3:34 |           |
| 2.           | 〈Forever Love (Inst.)〉 |                | 조영수       | 3:34 |           |
| 총 재생 시간 | 총 재생 시간             | 총 재생 시간   | 총 재생 시간 | 7:08 |           |

### 파트 3
| #            | 제목                | 작사         | 작곡         | 편곡 | 재생 시간 |
| ------------ | ------------------- | ------------ | ------------ | ---- | --------- |
| 1.           | 〈제자리〉 (젊은이) | 젊은이       | 젊은이       | 3:16 |           |
| 2.           | 〈제자리 (Inst.)〉  |              | 젊은이       | 3:16 |           |
| 총 재생 시간 | 총 재생 시간        | 총 재생 시간 | 총 재생 시간 | 6:32 |           |

### 스코어파트 1
| #            | 제목                          | 작곡           | 편곡  | 재생 시간 |
| ------------ | ----------------------------- | -------------- | ----- | --------- |
| 1.           | 〈Hope Of Hospital〉 (전창엽) | 전창엽, 안수완 | 3:31  |           |
| 2.           | 〈Western Humanism〉 (전창엽) | 전창엽, 안젤로 | 3:51  |           |
| 3.           | 〈Lie〉 (전창엽)              | 전창엽, 구자완 | 4:15  |           |
| 총 재생 시간 | 총 재생 시간                  | 총 재생 시간   | 11:37 |           |

### 파트 4
| #            | 제목                              | 작사         | 작곡         | 재생 시간 |
| ------------ | --------------------------------- | ------------ | ------------ | --------- |
| 1.           | 〈걷고, 걷고(New Ver.)〉 (전인권) | 전인권       | 전인권       | 5:12      |
| 2.           | 〈걷고, 걷고(New Ver.) (Inst.)〉  | 전인권       | 전인권       | 5:12      |
| 총 재생 시간 | 총 재생 시간                      | 총 재생 시간 | 총 재생 시간 | 10:24     |

### 파트 5
| #            | 제목                                  | 작사            | 작곡            | 편곡 | 재생 시간 |
| ------------ | ------------------------------------- | --------------- | --------------- | ---- | --------- |
| 1.           | 〈오늘은 어제보다 괜찮았지〉 (이석훈) | 에피톤 프로젝트 | 에피톤 프로젝트 | 4:28 |           |
| 2.           | 〈오늘은 어제보다 괜찮았지 (Inst.)〉  | 에피톤 프로젝트 | 에피톤 프로젝트 | 4:28 |           |
| 총 재생 시간 | 총 재생 시간                          | 총 재생 시간    | 총 재생 시간    | 8:56 |           |

### 파트 6
| #            | 제목                            | 작사         | 작곡           | 편곡 | 재생 시간 |
| ------------ | ------------------------------- | ------------ | -------------- | ---- | --------- |
| 1.           | 〈Mellow (Drama Ver.)〉         | 이원석       | 이원석, 정유종 | 3:34 |           |
| 2.           | 〈Mellow (Drama Ver.) (Inst.)〉 | 이원석       | 이원석, 정유종 | 3:34 |           |
| 총 재생 시간 | 총 재생 시간                    | 총 재생 시간 | 총 재생 시간   | 7:08 |           |

### 파트 7
| #            | 제목                      | 작사         | 작곡               | 편곡 | 재생 시간 |
| ------------ | ------------------------- | ------------ | ------------------ | ---- | --------- |
| 1.           | 〈언제나 괜찮아〉         | 김지향       | 황세준, MELODESIGN | 4:10 |           |
| 2.           | 〈언제나 괜찮아 (Inst.)〉 | 김지향       | 황세준, MELODESIGN | 4:10 |           |
| 총 재생 시간 | 총 재생 시간              | 총 재생 시간 | 총 재생 시간       | 8:20 |           |

## 참고 사항
- 2016년 9월 13일 경기도 고양시 일산서구 탄현동에 위치한 SBS 일산제작센터에서 첫 번째 대본 리딩을 하였으며,[4] 촬영은 9월 23일부터 시작되었다.[5]
- 2017년 12월 열린 제 30회 한국방송작가상 드라마 부문 최종 후보에 올랐으나[6] "한 번 드라마 작가상을 받은 사람은 다시 받을 수 없다"라는 규정에 걸려[7] 탈락했다.

## 같이 보기
- 낭만닥터 김사부 2
- 낭만닥터 김사부 3
- 낭만닥터 김사부 시리즈
- 대한민국의 텔레비전 드라마 목록 (ㄴ)
- 2016년 대한민국의 텔레비전 드라마 목록